# Lamponova wau
Genre
Espèce
Lamponova wau, unique représentant du genre Lamponova, est une espèce d'araignées aranéomorphes de la famille des Lamponidae.

## Distribution
Cette espèce se rencontre en Papouasie-Nouvelle-Guinée et en Australie dans l'Est du Victoria et dans le Sud-Est de la Nouvelle-Galles du Sud.

## Description
La femelle holotype mesure 3,9 mm.

## Étymologie
Son nom d'espèce lui a été donné en référence au lieu de sa découverte, Wau.

## Publication originale
- Platnick, 2000 : A relimitation and revision of the Australasian ground spider family Lamponidae (Araneae: Gnaphosoidea). Bulletin of the American Museum of Natural History, no 245, p. 1-330 (texte intégral).